# Priti Patkar
Priti Patkar est une travailleuse sociale et une militante des droits de l'homme indienne. Elle est la cofondatrice et la directrice de l'organisation Prerana (en), qui fait un travail de pionnier dans les quartiers chauds de Mumbai, en Inde, pour protéger les femmes et les enfants vulnérables de l'exploitation sexuelle commerciale et de la traite.  En 2015, elle reçoit le prix Nari Shakti Puraskar (en français : Prix du pouvoir des femmes).

### Note
- (en) Cet article est partiellement ou en totalité issu de l’article de Wikipédia en anglais intitulé « Priti Patkar » (voir la liste des auteurs).